# 1918 dans les chemins de fer
chronologie des chemins de fer
1917 dans les chemins de fer - 1918 - 1919 dans les chemins de fer

## Évènements
- États-Unis : la compagnie Denver and Interurban Railroad dans le Colorado cesse l'exploitation de son réseau; le trafic de voyageurs est remplacé par des bus.

### Mai
- 2 mai, France : début de la construction de la ligne stratégique Feuquières - Ponthoile, mise en service le 28 juillet suivant à voie unique, puis le 15 août à double voie.
- 12 décembre 1918 : constitution du ministère autrichien des transports, à partir du ministère impérial de transport de Cisleithanie.